# Жидки
Жидки — село в Петуховском районе Курганской области. Административный центр Жидковского сельсовета.

## История
До 1917 года входило в состав Утчанской волости Ишимского уезда Тобольской губернии. По данным на 1926 год состояло из 317 хозяйств. В административном отношении являлось центром Жидковского сельсовета Петуховского района Ишимского округа Уральской области.

## Население
| 1989 | 2002 | 2010 |
| ---- | ---- | ---- |
| 503  | ↘432 | ↘342 |

По данным переписи 1926 года в селе проживало 1559 человек (718 мужчин и 841 женщина), в том числе: русские составляли 99 % населения.